# Friedrich Naumann

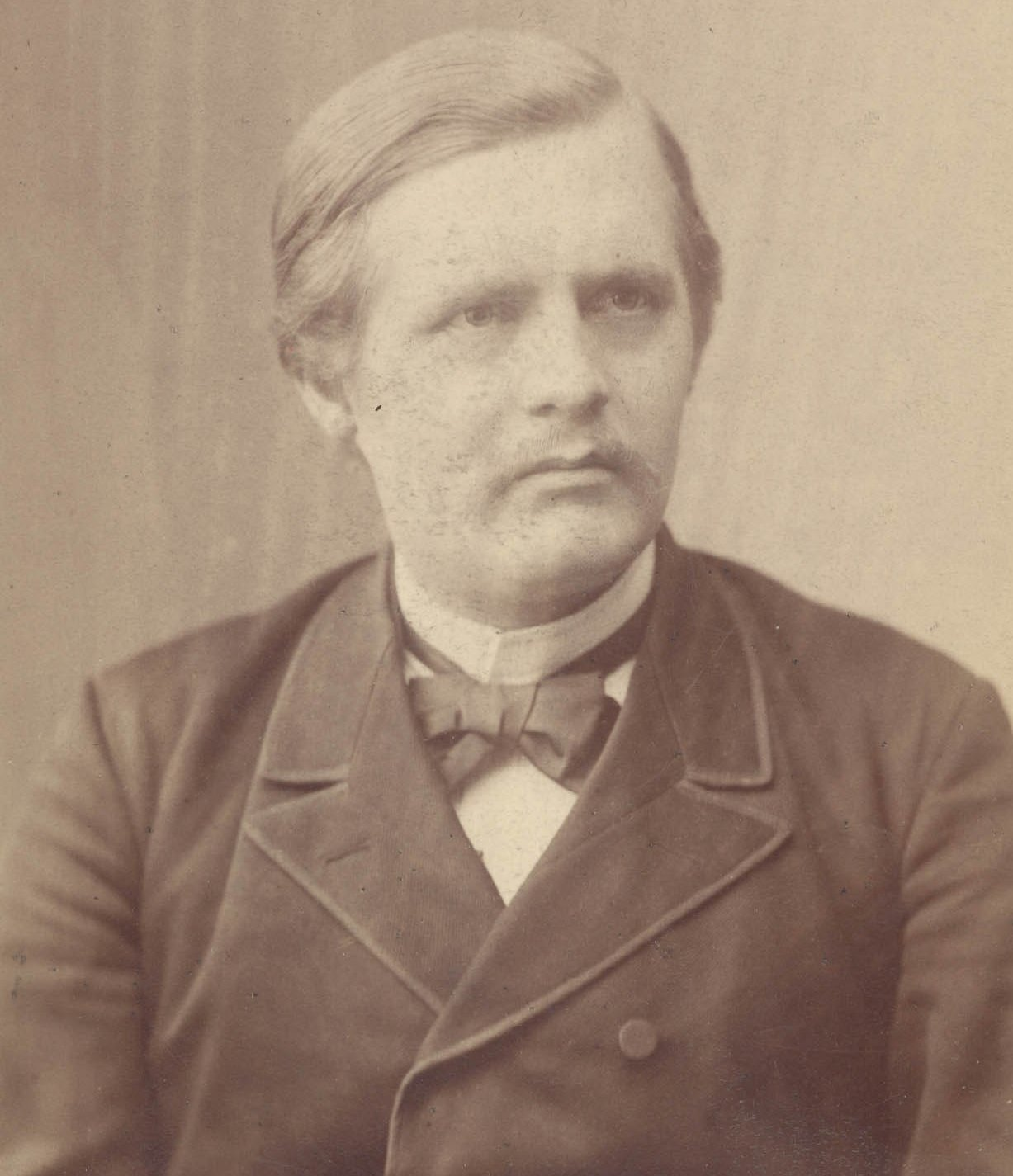
Friedrich Naumann 1886

Friedrich Naumann (n. 25 martie 1860, Störmthal, Prusia – d. 24 august 1919, Travemünde, Germania) a fost un politician, publicist și teoretician al liberalismului în Germania.
În 1893 a transformat publicația Die Hilfe (Asistența) într-un forum de dezbateri a ideilor promovate de el. În 1896 a înființat Uniunea Social Națională, organizație ce făcea apel la forța națională printr-un program democratic de reforme sociale.
Eșuând în organizarea unui partid politic bazat pe asociația sa, Friedrich Naumann s-a înscris în Freisinnige Vereinigung (Uniunea Liberală) și a fost ales parlamentar în 1907. În 1910 formațiunea a fuzionat cu Partidul Progresist Popular, iar nouă ani mai târziu fost unul dintre fondatorii Partidului Democrat a cărui președinție a păstrat-o până la moartea sa.
Friedrich Naumann este și autorul unui cunoscut tratat de geopolitică întitulat Mitteleuropa (1915), în care descrie proiectul unei federații central-europene având ca pivot Germania și Austro-Ungaria.